# C. August Dupin
C. August Dupin er en fiktiv detektiv i Edgar Allan Poes romaner.
I Poes novelle The murders in the Rue Morgue fra 1841 møder man for første gang detektiven C. August Dupin, der fra sin stol ved deduktion alene opklarer et mord. Der kom kun to noveller mere om Dupin, The Purloined Letter fra 1845 og The Murder of Mary Roget fra 1850 men novellerne regnes for de første i den populære kriminalromangenre og figuren Dupin blev brugt som model af forfatteren Arthur Conan Doyle for hans berømte figur Sherlock Holmes. På den måde fik novellerne, der ikke synes af meget i Edgar Allan Poes forfatterskab, en kæmpe indflydelse.